# 沈元龍
沈元龍（？年—？年），號雪庭，南直隶苏州府吴江县人。明末政治人物。

## 生平
天啓四年（1624年）甲子科应天府乡试第三十二名舉人，崇祯七年（1634年）甲戌科三甲一百七十五名进士，兵部观政，十年授行人司行人，十一年戊寅革职，十二年降应天府检校，十三年升順天府知事。

## 家族
曾祖沈执中，庠生。祖沈思仁。父沈宗光，增生、乡宾。
子沈攀，康熙癸丑进士。